# Michele Gortani

Michele Gortani

Michele Gortani (* 16. Januar 1883 in Lugo; † 24. Januar 1966 in Tolmezzo) war ein italienischer Geologe und Politiker.

## Leben
Gortani wurde in Spanien geboren, wo sein Vater als Ingenieur arbeitete, und studierte Naturwissenschaften an der Universität Bologna mit dem Laurea-Abschluss 1904. Danach war er bis 1906 Assistent an der Universität Perugia, 1906 bis 1910 in Turin und 1910 bis 1913 in Bologna. 1913 bis 1922 war er Professor in Pisa (unterbrochen von freiwilligem Wehrdienst im Ersten Weltkrieg), 1922 wurde er außerordentlicher Professor in Cagliari und im selben Jahr in Pavia und 1924 wurde er Professor in Bologna. Dort hatte er bis 1953 den Lehrstuhl für Geologie und wurde 1958 emeritiert.
Von ihm stammen rund 300 wissenschaftliche Arbeiten, darunter ein Lehrbuch der Geologie. Neben Geologie veröffentlichte er auch in Botanik, darunter mit 22 Jahren ein 800-seitiges Verzeichnis der Pflanzen seiner Heimat Friaul, und Entomologie (besonders zu Käfern). Als Geologe arbeitete er in den Karnischen Alpen, wobei seine Schule zeitweise in Konkurrenz zu der des mit ihm befreundeten Franz Heritsch wirkte, in Sardinien und den italienischen Kolonien in Ostafrika und im Afar-Dreieck, unter anderem zur Erdölsuche für den Konzern Agip in den 1930er Jahren. Ein weiterer Schwerpunkt seiner Arbeit war die Hydrogeologie. Als Paläontologe lag sein Schwerpunkt im Paläozoikum des Mittelmeerraums (Silur, Devon, Karbon, Perm).
Er war auch Abgeordneter (ab 1913) und später italienischer Senator. Gortani war Gründungsherausgeber des Giornale di Geologia und 1926 und 1947 Präsident der italienischen geologischen Gesellschaft. Er war Gründer der italienischen Gesellschaft für Höhlenkunde und gründete ein karnisches Heimatmuseum in Tolmezzo.
Er war Mitglied der Accademia dei Lincei, der Accademia delle Scienze di Torino und des Istituto Veneto di Scienze, Lettere ed Arti. Im Jahr 1942 wurde er zum Mitglied der Leopoldina gewählt.
Die Ostracodengattung Gortanella aus dem Perm wurde 1966 ihm zu Ehren benannt.